# Артамонов, Виктор Дмитриевич
Ви́ктор Дми́триевич Артамо́нов (10 февраля 1921 — 14 мая 1994) — военный лётчик, участник Великой Отечественной войны, командир звена 165-го гвардейского штурмового авиационного полка 10-й гвардейской штурмовой авиационной дивизии 17-й воздушной армии 3-го Украинского фронта, гвардии старший лейтенант.
Герой Советского Союза (1945), генерал-майор авиации (1968), кандидат военных наук (1954).

## Биография
Родился 10 февраля 1921 года в селе Остров ныне Ленинского района Московской области в семье рабочего. Русский. Член ВКП(б) с 1942 года. Окончил 1 курс Московского полиграфического института. Работал токарем, учился в аэроклубе.
В Красной армии с 25 июля 1940 года. До декабря 1940 года обучался в Радеховской военной авиационной школе лётчиков. В июле 1942 года окончил Энгельсскую военную авиационную школу пилотов. С июля по октябрь 1942 года — лётчик 10-го запасного авиационного полка городе Энгельс Саратовской области. После, до апреле 1943 года — лётчик 2-го отдельного учебно-тренировочного авиационного полка 2-й воздушной армии Воронежского фронта, прошёл переобучение на штурмовик Ил-2.
Участник Великой Отечественной войны: с апреля 1943 — лётчик, старший лётчик и командир звена 61-го (с февраля 1944 — 165-го гвардейского) штурмового авиационного полка. Воевал на Воронежском (апрель-октябрь 1943), 1-м (октябрь 1943 — август 1944), 2-м (август—октябрь 1944) и 3-м (октябрь 1944 — май 1945) Украинских фронтах. Участвовал в Курской битве, Белгородско-Харьковской операции, битве за Днепр, Киевской, Корсунь-Шевченковской, Львовско-Сандомирской и Ясско-Кишинёвской операциях, освобождении Румынии и Болгарии, Белградской операции и освобождении Югославии.
К марту 1945 года командир звена 165-го гвардейского штурмового авиационного Станиславского Краснознамённого полка гвардии старший лейтенант Виктор Артамонов совершил 155 боевых вылетов на штурмовике Ил-2 на разведку, бомбометание и штурмовку живой силы и техники противника. Являлся самым активным воздушным бойцом в дни напряжённых боевых действий, производил по 3—4 боевых вылета в день, показывая образцы мужества, доблести и геройства при выполнении боевых заданий, нанося огромный урон врагу.
6 ноября 1943 года Артамонову была поставлена задача нанести штурмовой удар по отходящим войскам противника по шоссе Киев—Васильков. При выполнении задания Артамонов, снижаясь до бреющего полёта, делая по 4—5 заходов, наносил штурмовые удары по отходящим войскам, в результате чего противник имел большие потери в живой силе и технике.
15 июля 1944 года Артамонов, будучи ведущим группы из 6-ти самолётов Ил-2, получил задачу нанести штурмовой удар по укрепляющемуся противнику на рубеже Тростянец—Подлипце, мешавшему продвижению вперёд нашим наземным войскам. В результате нанесения штурмового удара немецкие войска понесли громадные потери и вынуждены были отойти на новый рубеж.
17 января 1945 года противник сосредоточил большое количество живой силы и техники в районе Товарник для нанесения удара по нашим войскам. Артамонову с группой самолётов Ил-2 было дано задание нанести удар с воздуха по этому скоплению. Несмотря на неблагоприятную погоду группа нанесла смелый удар с малых высот по скоплению вражеских войск, в результате которого враг понёс большие потери и не смог провести наступление.
1 февраля 1945 года Артамонов в паре с ведущим вылетел на «охоту» в район Шид, где обнаружил подходящую колонну автомашин с боеприпасами и живой силой противника. Смелым налётом, с бреющего полёта штурмовал несколькими заходами метавшуюся колонну. В результате этого налёта большинство немецких машин с боеприпасами сгорело.
Боевая работа гвардии старшего лейтенанта Артамонова была наполнена многочисленными фактами героизма, отваги и мужества. При выполнении боевых заданий ему неоднократно приходилось вести воздушные бои с истребителями противника, но благодаря своему мужеству и мастерству ведения воздушных боёв на самолёте Ил-2 он всегда образцово выполнял задания.
Указом Президиума Верховного Совета СССР от 18 августа 1945 года «за образцовое выполнение боевых заданий командования на фронте борьбы с немецкими захватчиками и проявленные при этом отвагу и геройство» гвардии старшему лейтенанту Артамонову Виктору Дмитриевичу присвоено звание Героя Советского Союза с вручением ордена Ленина и медали «Золотая Звезда».
Закончил свой боевой путь в Югославии, совершив сто шестьдесят два боевых вылета для нанесения ударов по живой силе и технике противника.
После войны лётчик-штурмовик продолжал службу в Советской Армии. В 1951 году окончил Военно-воздушную академию (Монино), в 1954 году — адъюнктуру при ней. В 1954 году досрочно защитил кандидатскую диссертацию. Служил в Военно-воздушной академии: старшим преподавателем кафедры тактики штурмовой авиации (1954—1956), старшим преподавателем кафедры бомбардировочной авиации (1956—1961), заместителем начальника кафедры истребительно-бомбардировочной авиации и бомбардировочной авиации (1961—1966) и начальником кафедры истребительно-бомбардировочной авиации, бомбардировочной авиации и вертолётной авиации (1966—1969).
В 1969—1989 годах — начальник управления в 30-м Центральном научно-исследовательском институте авиационной и космической техники Министерства обороны СССР. С 14 апреля 1987 года генерал-майор авиации В. Д. Артамонов — в отставке. Работал в Государственном научно-исследовательском институте аэронавигации.
Жил в городе-герое Москве. Скончался 14 мая 1994 года.

## Воинские звания
- младший лейтенант (19.02.1943);
- лейтенант (07.02.1944);
- старший лейтенант (26.09.1944);
- капитан (06.11.1947);
- майор (21.08.1951);
- подполковник (13.04.1956);
- полковник (29.09.1961);
- генерал-майор авиации (19.02.1968)

## Награды
- Герой Советского Союза (18.08.1945, медаль «Золотая Звезда» № 8782)[2];
- Орден Ленина (18.08.1945, № 56225)[2];
- Три ордена Красного Знамени (28.09.1943[5], 05.01.1944[6], 14.09.1944[7]);
- Орден Отечественной войны I степени (06.04.1985)[8];
- Орден Трудового Красного Знамени (1982)[9];
- Орден Красной Звезды (1956)[9];
- Орден «За службу Родине в Вооружённых Силах СССР» III степени (1975)[9];
- Орден Почёта (8.05.1991)

Медали, в том числе
- Медаль «За боевые заслуги» (1950)[9];
- Медаль «В ознаменование 100-летия со дня рождения Владимира Ильича Ленина» (1970)[9];
- Медаль «За победу над Германией в Великой Отечественной войне 1941—1945 гг.» (1945)[9];
- Юбилейная медаль «Двадцать лет Победы в Великой Отечественной войне 1941—1945 гг.» (1965)[9];
- Юбилейная медаль «Тридцать лет Победы в Великой Отечественной войне 1941—1945 гг.» (1975)[9];
- Юбилейная медаль «Сорок лет Победы в Великой Отечественной войне 1941—1945 гг.» (1985)[9];
- Медаль «За освобождение Белграда» (09.07.1945)[10]
- Юбилейная медаль «30 лет Советской Армии и Флота» (1948)[9];
- Юбилейная медаль «40 лет Вооружённых Сил СССР» (1958)[9];
- Юбилейная медаль «50 лет Вооружённых Сил СССР» (1967)[9];
- Юбилейная медаль «60 лет Вооружённых Сил СССР» (1978)[9];
- Медаль «В память 800-летия Москвы» (1947)[9];
- Медаль «За безупречную службу» I степени (1961)[9].

Иностранные награды
 НРБ:
- Орден «9 сентября 1944 года» I степени с мечами[11];
- Медаль «30 лет Победы над фашистской Германией» (06.03.1975)[11];
- Медаль «40 лет Победы над фашистской Германией» (16.05.1985)[11];
- Медаль «30 лет Болгарской народной армии» (14.09.1974)[11];
- Медаль «40 лет Социалистической Болгарии» (15.01.1985)[11].

 СР Румыния:
- Орден Тудора Владимиреску V степени (24.10.1974)[12];
- Медаль «25 лет освобождения Румынии» (24.10.1969)[12];
- Медаль «30 лет освобождения Румынии» (18.11.1974)[12];
- Медаль «Военная доблесть» (31.05.1985)[12].

 ВНР:
- Орден Заслуг Венгерской Народной Республики (04.04.1985)[13].

## Память
- Похоронен в Москве на Донском кладбище (участок 15).